# История почты и почтовых марок Аргентины
История почты и почтовых марок Аргентины включает развитие почтовой связи на территории Аргентины, государства в юго-восточной части Южной Америки. Собственные общенациональные почтовые марки эмитируются с 1858 года. Аргентина входит в число стран — участниц Всемирного почтового союза (ВПС; с 1878), а её национальным почтовым оператором является государственная корпорация Correo Oficial de la República Argentina.

## Развитие почты
История почты Аргентины восходит ко временам колониальной зависимости от Испании в составе вице-королевства Перу. Так, по имеющимся сведениям, в XVIII веке королевские пакетботы из Ла-Коруньи (Испания) один раз в три месяца доставляли заморскую почту в Аргентину, продлевая маршрут через Гавану в Монтевидео. В начале XVIII века наблюдается налаживание почтовой связи между вице-королевствами Рио-де-ла-Плата и Перу, но самые первые почтовые отметки зафиксированы в Буэнос-Айресе около 1771 года. Первым официальным почтальоном был Бруно Рамирес, вступивший в должность 14 сентября в 1771 году, и с тех пор в Аргентине отмечают День почтальона.
Специальным указом в 1814 году была учреждена первая самостоятельная почтовая служба. После обретения независимости почтовая связь оставалась практически такой же, что и при правлении испанцев. После заключения Пиларского договора в 1821 году новое правительство передало почтовую связь в ведение комиссии, назначило Мануэля Хоакина де Альбаррасина (Manuel Joaquín de Albarracín) председателем комиссии, наняло Маркоса Пруданта (Marcos Prudant) на должность генерального почтмейстера и предоставило ему помощника. Первым же новым указом вводилась форма почтальона в виде мундира с жёлтыми пуговицами и крахмальным воротником. Обувь должна была быть чёрного цвета, при этом почтовый работник должен был носить металлическую кокарду на головном уборе с гербом нового государства. Также указом предписывалось каждому конному гонцу иметь при себе рожок, в который он должен был дудеть примерно за километр (десять квадров) до центра города и повторно непосредственно перед отъездом.
В 1826 году правительством Ривадавии генеральным почтмейстером был назначен Хуан Мануэль де Лука (Juan Manuel de Luca), надзор за деятельностью которого осуществляла комиссия в увеличенном составе. Несмотря на падение этого правительства и гражданскую войну в период правления диктатора генерала Росаса почтовая связь пострадала незначительно, и де Лука оставался на этой должности до 1858 года, когда ушёл в отставку по возрасту и состоянию здоровья. При де Лука были выработаны подробные правила, налажены концессии, транспортные средства, маршруты и периодичность пересылки почты.
В 1853 году доставка почты в сельских районах провинции Буэнос-Айрес осуществлялась только один раз в месяц. Национальная почтовая служба была учреждена как федеральный орган в 1854 году, после создания конституционной федеральной республики вместо прежней, потерпевшей крах Аргентинской конфедерации.
Джервасио Посадас (Gervasio Posadas) руководил почтовой службой с 1858 года по 1874 год: он ввёл пересмотренные тарифы, почтовые ящики, учредил программу выпуска почтовых марок, а в 1860 году учредил первую телеграфную службу.
В 1860 году из Бордо (Франция) в Бразилию начали курсировать французские пакетботы с периодическим продлением маршрута до Буэнос-Айреса. В 1866—1869 году это продление стало именоваться линией «К» (фр. Ligne K). Начиная с 1869 года, этот маршрут был включён в состав линии «I» (Ligne I). Доставка почты по этому маршруту производилась в том или ином виде вплоть до того времени, когда на смену морскому транспорту пришёл воздушный (авиапочта). Ещё один морской почтовый маршрут с 1867 года начинался в Марселе. В период с 1860 по 1878 год в Буэнос-Айресе для оплаты пересылки почтовых отправлений французскими пакетботами использовались почтовые марки Франции.
1 апреля 1878 года Аргентина присоединилась к ВПС. С 1911 года она состоит также в Почтовом союзе американских государств, Испании и Португалии (UPAEP).
В 1946 году президент Хуан Перон национализировал принадлежавшую британцам почтово-телеграфную связь (многие из типично британских почтовых ящиков красного цвета всё ещё можно встретить сегодня в Буэнос-Айресе). Его Министерство публичных служб учредило ведомство, которое позднее стало Национальной почтово-телеграфной организацией (ENCoTel) и которое вплоть до своей ликвидации в 1997 году эмитировало все аргентинские почтовые марки.
Функции национального почтового оператора в настоящее время осуществляет государственное предприятие исп. Correo Oficial de la República Argentina S. A. — «Официальная почта Республики Аргентина» (Correo Argentino), с ведомственным подчинением Национальному органу связи (сокращённо ENACOM).

## Выпуски почтовых марок

### Классический период
Первый, так называемый «классический», период в истории почтовых марок Аргентины длился с момента появления первых марок провинции Корриентеса (1856) до выхода первых памятных марок Аргентинской Республики (1892).

#### Почтовые марки провинций
Самые ранние аргентинские почтовые марки были в обращении в отдельных провинциях страны, включая Корриентес (1856—1880), Кордову (1859—1862) и Буэнос-Айрес (1858—1859).
Само существование марок провинций отражает сложность того исторического периода, когда Аргентина ещё мало походила на единое, хорошо организованное государство, представляя собой скорее неопределённую федерацию нескольких довольно самостоятельных провинций. Ряд провинций и территорий, особенно на далёких тогда крайнем севере (Гран-Чако) и юге (Патагония), ещё некоторое время даже после введения в обращение марок Аргентинской Республики продолжали эмиссию собственных почтовых знаков (почтовых марок); некоторые из этих выпусков с тех пор стали объектом коллекционирования.

##### Корриентес
Почтовые марки Корриентеса, провинции на северо-востоке Аргентины, издавались с 1856 по 1878 год. Они печатались типографским способом и были примитивными копиями первого выпуска почтовых марок Франции с изображением в профиль головы Цереры, древнеримской богини плодородия. Их вручную гравировали по-отдельности, поэтому каждое клише заметно отличается, и печатали небольшими листами. Все марки отпечатаны на ярко окрашенной бумаге. На первой марке, вышедшей в 1856 году, номинал в 1 реал указан на нижней плакетке.

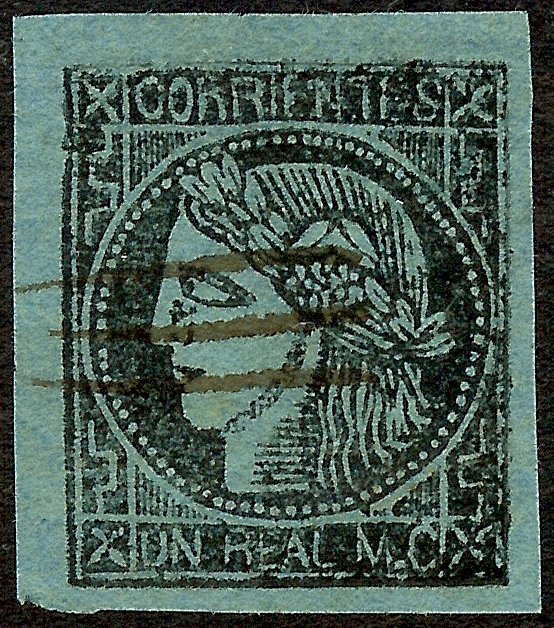
Марка Корриентеса «Церера»[фр.] номиналом в 1 реал (1856)
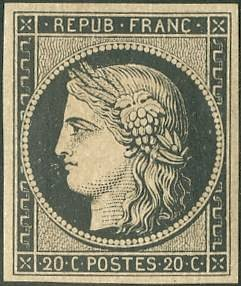
Марка Франции «Церера»[англ.] (1849) — для сравнения с маркой Корриентеса

В 1860 году номинал был вычеркнут ручкой, и марка была переоценена в 3 сентаво. Начиная с 1860 года, плакетка с номиналом исчезла, и были эмитированы ещё шесть марок номиналом в 2, 3 и (на короткое время) 5 сентаво. При этом жёлто-зелёная марка номиналом в 5 сентаво была в обращении с 1 января 1864 года по 24 февраля 1864 года, после чего её номинал изменили на 2 сентаво, отличающиеся только цветом использованной бумаги. Будучи местными «примитивными» выпусками, первые почтовые марки Корриентеса давно высоко ценятся коллекционерами. После 1880 года в обращении находились почтовые марки Аргентины.
Луис Стич (Louis Stich), эксперт по почтовым маркам провинции Корриентес и их платингу, объяснял их происхождение следующим образом. В 1856 году возникла сильная нехватка банкнот и монет достоинством ниже 8 реалов. В то же время Ассамблея Корриентеса разрешила выпуск почтовых марок для предоплаты почтовых сборов. Государственная типография решила отпечатать марки для использования в почтовых целях и в качестве разменной монеты. Директор Государственной типографии, Пауль Эмиль Кони (Paul Emile Coni), предположительно не смог найти никого, кто смог бы выгравировать клише для марок. Тогда вызвался рассыльный при булочной, некий Матиас Пипе, который до приезда в Корриентес был учеником гравёра в Италии. Кони по неизвестным причинам выбрал французскую почтовую марку с изображением Цереры в качестве образца рисунка, и Матиас изготовил клише для марок. Эти клише были «настолько крайне грубыми», что Кони опасался их использовать, но постепенно пришёл к мнению, что у него нет иного выбора, поскольку потребность в марках была очень срочной. Стич отметил, что «с каждым пересказом» этой истории, «похоже, что выдумка всё больше и больше подменяет первоначальные факты».

##### Кордова
Республика Кордова, ставшая с 1860 года провинцией Аргентины, в 1858 году эмитировала собственные почтовые марки двух номиналов с изображением герба республики и с надписью «Cordoba» («Кордова»). В 1860 году им на смену пришли почтовые марки Аргентины.

##### Буэнос-Айрес
Республика Буэнос-Айрес, ставшая с ноября 1859 года провинцией Аргентины, подготовила к выпуску в 1857 году серию почтовых марок с изображением гаучо, но она так и не была выпущена. Первые почтовые марки республики с надписью «Buenos Aires» («Буэнос-Айрес») появились в обращении в 1858 году. Выпуск почтовых марок Буэнос-Айреса продолжался до 1862 года. В 1864 году все они были выведены из обращения и заменены почтовыми марками Аргентины.
Известны новоделы и фальсификаты почтовых марок Буэнос-Айреса. В частности, первые почтовые марки Буэнос-Айреса подделывал Освальд Шрёдер; в «Лондонском филателисте» была опубликована на эту тему статья Эдварда Денни Бэкона.

#### Первые марки Аргентины
Появившиеся в 1858 году первые почтовые марки Аргентины как государства (Sc #1—4) представляли собой довольно примитивные, изготовленные литографировским способом миниатюры, на которых была изображена печать Аргентинской конфедерации[≡]. Надпись на марках гласила «CONFEon Argentina» («Конфедерация Аргентины»). В 1860 году марку в 5 сентаво переиздали.

#### Последующие выпуски
Аргентинскую конфедерацию в 1861 году преобразовали в республику, и в 1862 году последовали первые республиканские выпуски марок с изображением печати Аргентинской Республики (Sc #5—7). С тех пор и до настоящего времени название государства на марках указывается как «República Argentina» («Республика Аргентина»).
На марках, поступавших в почтовое обращение в 1888—1890 годах, присутствовала надпись «Correos argentinos» «Аргентинская почта». В 1892 году были изданы первые памятные марки.
Всего за период с 1864 года до выхода в свет первой памятной марки в 1892 году были эмитированы 24 марки различных рисунков. Большинство этих рисунков представляло собой небольшие портреты известных людей, в основном периода независимости. Имена этих героев периода независимости на марках не указаны, поэтому они мало что говорили человеку, не знакомому с аргентинской историей. Д. Бушнелл проанализировал «próceres» («героев»), изображённых на этих марках, и пришёл к выводу, что они относятся в основном к «либеральному» направлению в политической истории Аргентины, отражая главную тенденцию после падения диктатора Хуана Мануэля де Росас в 1852 году. Доминирующей фигурой был один из крупных деятелей аргентинского либерализма Бернардино Ривадавия (Sc #61).

### Эмиссии после 1900 года
Изображая исторических политических и военных деятелей, таких как Хосе де Сан Мартин, Гильермо Браун и (в начале 1950-х годов) покойная первая леди Эва Перон, почтовые выпуски Аргентины претерпели мало изменений в своём консервативном, в основном ар-нуво, стиле в течение большей части XX века.
Первый почтовый блок был эмитирован аргентинской почтой в 1935 году.
В период с октября 1935 года по середину 1950-х годов Аргентина издавала почтовые марки, получившие известность как выпуск «Патриоты и природные ресурсы». На марках низких номиналов изображены известные аргентинские патриоты, такие как бывший президент Бернардино Ривадавия, а на марках высоких номиналов — ряд природных ресурсов страны, имевших огромное значение для аргентинской экономики в этот период. Серия печаталась на нескольких сортах бумаги: на бумаге с водяными знаками указаны буквы «RA» (сокращённо от «República Argentina») в круге, обрамлённом лучами, а бумага без водяных знаков различается по цвету и толщине.

Примеры некоторых почтовых марок Аргентины
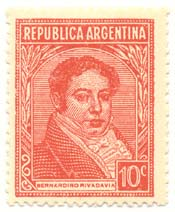
1935: бывший президент Аргентины Бернардино Ривадавия
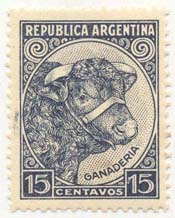
1935: вклад в экономику пастбищного животноводства

Знаки почтовой оплаты Аргентины печатались национальным монетным двором с момента его открытия в 1881 году. Будучи одним из крупнейших в мире, он также печатает почтовые марки и банкноты для ряда менее крупных латиноамериканских государств, таких как Боливия, а также другие финансовые инструменты.

Современные почтовые марки Аргентины на обложке национального каталога «Мелло Теггиа»

### Восстановление демократии
Ликвидация последней военной хунты Аргентины в 1983 году, среди прочего, привела к значительным переменам в дизайне и банкнот, и почтовых марок. С тех пор аргентинские марки стали более разнообразными как по стилю, так и по тематике, изображая флору и фауну, различные направления в искусстве, фотографические изображения повседневной жизни страны и более необычные предметы.
По окончании правления военных и после инаугурации президента Рауля Альфонсина (в должности с 10 декабря 1983 по 9 июля 1989) был эмитирован ряд почтовых марок в ознаменование возврата к демократии. Будучи близким к Аргентине в культурном плане, Уругвай отметил почтовой маркой государственный визит Альфонсина в это соседнее государство в ноябре 1986 года.

## Другие виды почтовых марок

### Авиапочтовые
Первые марки, служившие для оплаты дополнительного авиатарифа, появились в 1928 году.

### Служебные
С 1884 года стали издаваться служебные марки. В 1913—1931 на этих марках производились надпечатки двух типов, которые обозначали сокращенные названия министерств.

## Местные марки Поппера

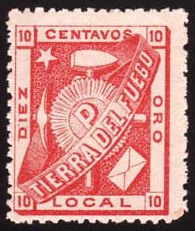
Местная марка Огненной Земли, эмитированная Джулиусом Поппером (1891)

На территории Огненной Земли в обращении был известен ещё один местный почтовый выпуск периода до 1900 года, который заслуживает упоминания. Его появление также демонстрирует недостаточность государственной консолидации Аргентины в XIX веке, особенно заметную в удалённых уголках на самом юге страны. Марки Огненной Земли были эмитированы неким румынским горным инженером по имени Джулиус Поппер, который в 1891 году разработал собственные почтовые знаки для оплаты стоимости пересылки корреспонденции от рассеянных в тамошних краях рабочих посёлков горняков до ближайших отделений почты Аргентины или Чили — в Сэнди-Пойнт (англ. Sandy Point, «песчаный мыс», ныне Пунта-Аренас), в Магеллановом проливе или Ушуая в проливе Бигля. Местный выпуск Поппера не признавался центральными правительствами ни Аргентины, ни Чили, которые требовали дополнительно наклеивать их собственные почтовые марки при поступлении писем из шахтёрских посёлков Поппера в почтовые отделения этих стран. Рисунок самой марки Поппера хорошо выполнен; на марке изображены орудия труда шахтёров, сделана надпись исп. «Tierra del Fuego» («Огненная Земля»), а также присутствует частично замаскированная латинская буква «P» («П» — сокращение от фамилии Popper).

## Британская почта
В 1824 году из Фалмута (Англия) в Буэнос-Айрес начал ежемесячно курсировать пакетбот, доставлявший корреспонденцию для британских консулов, только что назначенных в независимые южно-американские республики. В 1832 году этот маршрут стал ответвлением от маршрута пакетботов в Рио-де-Жанейро (Бразилия). После 1869 года маршруты были объединены в один с продлением рейса пакетбота до Буэнос-Айреса. В 1860—1873 годах в Буэнос-Айресе на почтовых отправлениях, пересылаемых британским пакетботом, использовались почтовые марки Великобритании, которые гасились номерным почтовым штемпелем «B32».

## Цельные вещи
Первыми аргентинскими цельными вещами стали маркированные конверты, выпущенные в 1876 году, за которыми в 1878 году последовали бандероли и почтовые карточки. В 1888 году вышли секретки, а в 1963 году в Аргентине появились первые аэрограммы.

## Фискальные марки
В Аргентине выпускалось множество фискальных марок как национальным, так и местными правительствами.

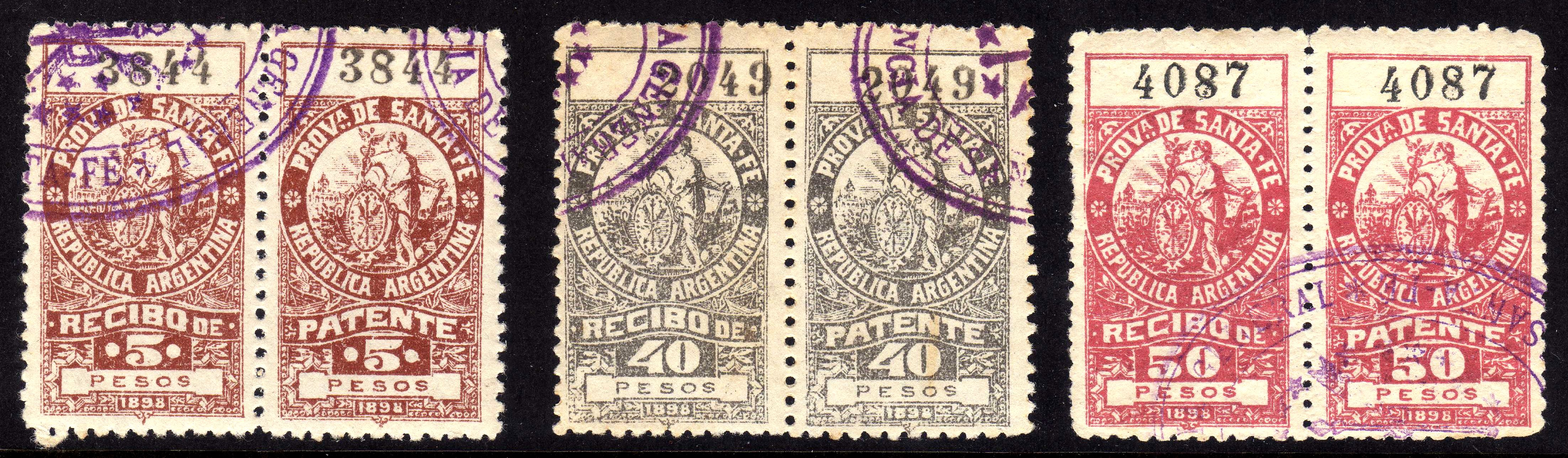
Гербовые марки аргентинской провинции Санта-Фе (1898)